# Referéndum constitucional de Bonaire de 2010
El Referéndum constitucional de Bonaire de 2010 (llamado en neerlandés: Staatkundig Referendum Bonaire 2010) se celebró en Bonaire el 17 de diciembre de 2010. La nueva Constitución haría que la isla se convirtiese en un municipio en los Países Bajos. Aunque los resultados mostraron que el 87% votó en contra de la nueva condición, el referéndum había requerido una participación del 51% y, posteriormente, fue declarado nulo con una participación real de sólo del 35% según los datos oficiales.
Las Antillas Neerlandesas estaban programadas para dejar de existir el 10 de octubre de 2010. En los términos vigentes para la disolución de las Antillas Neerlandesas, Bonaire se convertiría en un municipio totalmente integrado dentro del Reino de los Países Bajos. Esto se podía cambiar si los votantes optaran por convertirse en un estado asociado en los Países Bajos en su lugar.
El referéndum fue convocado después de un cambio de gobierno de la Unión Patriótica Bonaire (UPB), dirigido por Ramonsito Booi, a la Alianza Democrática Bonaire (BAD), dirigido por Jopie Abraham. El referéndum fue un punto clave de discordia entre las dos partes. La sucesión fue provocada por la salida de Anthony Nicolaas de la coalición gobernante, un acto que está siendo investigado como un resultado de la corrupción.
La sede legislativa decidió que el referéndum debía cambiar su redacción (Deseo que Bonaire tenga un lazo directo con los Países Bajos en forma de A: Asociación (Bonaire tiene una posición independiente dentro del Reino) o B: Integración (Bonaire se convierte en una parte de los Países Bajos) 

"Ik wil dat Bonaire een rechtstreekse band met Nederland zal hebben in de vorm van A. Associatie (Bonaire krijgt een eigenstandige positie binnen het Koninkrijk) of B. Integratie (Bonaire wordt deel van Nederland)."

La fecha fijada para el referéndum se fijó inicialmente el 15 de enero de 2010, exactamente una semana antes de las elecciones generales de las Antillas Neerlandesas. La fecha fue elegida por lo que no entraría en conflicto con las elecciones generales. Otras fechas originalmente consideradas para el referéndum fueron el 11 de diciembre de 2009 y el 19 de marzo de 2010.El referéndum no tuvo lugar el 15 de enero, y se reprogramó al 26 de marzo de 2010, antes de ser cancelado
Países Bajos indicó que no cooperaría si el referéndum quedaba a favor de la libre asociación, afirmando "que la única alternativa al proceso de integración actualmente en ejecución era la independencia". Previamente se acordaron pagos del Reino a Bonaire que se han pospuesto en espera en espera del resultado del referéndum. 